# Fibrodontia brevidens
Fibrodontia brevidens är en svampart som först beskrevs av Narcisse Theophile Patouillard, och fick sitt nu gällande namn av Hjortstam & Ryvarden 2005. Fibrodontia brevidens ingår i släktet Fibrodontia och familjen Hydnodontaceae.   Inga underarter finns listade i Catalogue of Life.